# قرار مجلس الأمن التابع للأمم المتحدة رقم 1660
قرار مجلس الأمن التابع للأمم المتحدة رقم 1660، الذي اتخذ بالإجماع في 28 فبراير 2006، بعد أن ذكر بالقرارات 827 (1993)، 1166 (1996)، 1329 (2000)، 1411 (2002)، 1431 (2002)، 1481 (2003)، 1503 (2003) و1534 (2004) و1597 (2005)، عدل المجلس النظام الأساسي للمحكمة الجنائية الدولية ليوغوسلافيا السابقة بشأن تعيين القضاة الاحتياطيين.
اقتنع المجلس باقتراح من رئيس المحكمة الجنائية الدولية ليوغوسلافيا السابقة بأن يقوم الأمين العام بتعيين قضاة احتياطيين من بين القضاة المؤقتين ليكونوا حاضرين في كل مرحلة من مراحل المحاكمة التي تم تعيينهم فيها، وإذا لزم الأمر، استبدال القاضي الذي يرأسها إذا كان هذا القاضي غير قادر على مواصلة القضية. وبموجب الفصل السابع من ميثاق الأمم المتحدة، عدل المجلس النظام الأساسي للمحكمة تبعا لذلك.
كما تم زيادة عدد القضاة المؤقتين من تسعة إلى اثني عشر.

## روابط خارجية
- نص القرار في undocs.org